# Mashabei Sadeh
Mashabei Sadeh, en hébreu : מַשְׁאַבֵּי שָׂדֶה, est un kibboutz créé en 1947.

## Histoire
Il a été construit dans le désert de Haluza durant la guerre d'indépendance. 